# Mare Moscoviense
Mare Moscoviense ("Moskvahavet") er et månehav i Moscoviensebasinnet.